# Перекуют мечи свои на орала
Перекуют мечи свои на орала (др.-евр. וְכִתְּת֨וּ חַרְבוֹתָ֜ם לְאִתִּ֗ים‬) — крылатое выражение из еврейской Библии (Танаха) и Ветхого Завета, из книг пророка Исаии и пророка Михея.
Выражение относится к пророчеству (видению), что наступит время, когда народы «перекуют мечи свои на орала и копья свои на серпы: не поднимет народ на народ меча, и не будут более учиться воевать» (Ис. 2:4, Мих. 4:3).

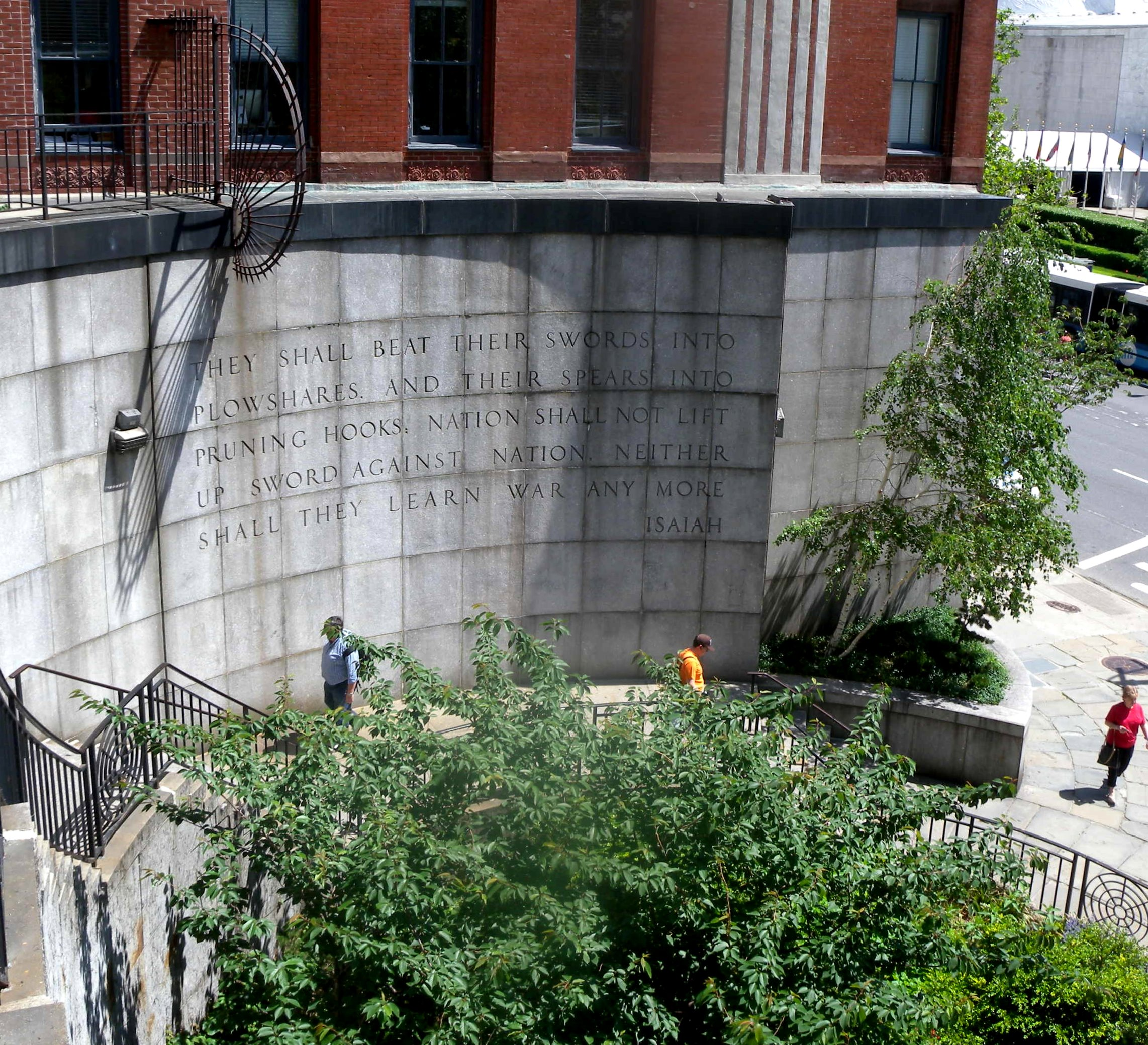
Стена Исаии в парке Ральфа Банча на Манхэттене

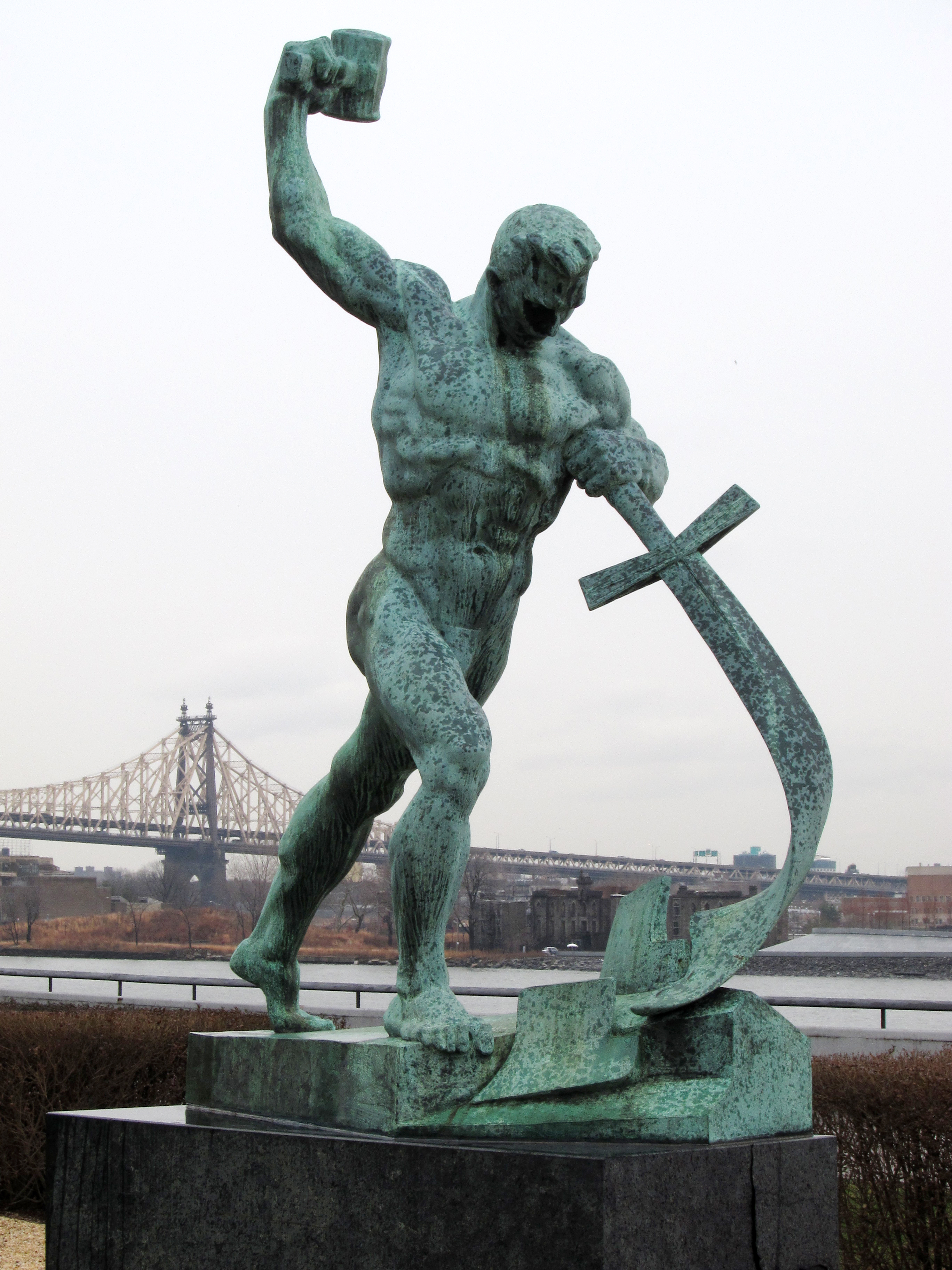
Перекуём мечи на орала, скульптура Е. В. Вучетича подаренная Советским Союзом ООН - в саду Штаб-квартиры Организации Объединенных Наций в Нью-Йорке.

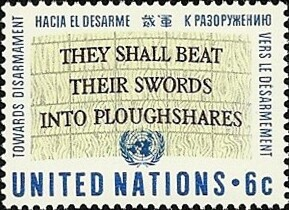
Выражение на почтовой марке ООН 1960 года(Sc #177)

«Орало» в переводе с церковнославянского языка — «плуг».
Значение выражения — «установить мир, отказаться от войны и военных приготовлений, перейти к мирному труду».
В иудаизме фраза трактуется как учение о приходе Машиаха; с приходом Мессии в мире должен воцариться мир. Поскольку мир не наступил, Мессия ещё не пришёл.
В христианском толковании, в этой фразе предсказывается второе пришествие Иисуса Христа и вечный мир, который должен наступить после этого.
Также упоминается в обратном смысле в Иоил. 3:10: "Перекуйте орала ваши на мечи и серпы ваши на копья".

## В культуре
- Выражение легло в основу стихотворения Баратынского «Родина»[5]:

Прилежный мирный плуг, взрывающий бразды,

Почетнее меча.

- Цитата (на английском языке) выведена на стене в парке Ральфа Банча напротив Штаб-квартиры ООН.
- На этот библейский сюжет советский скульптор Е. В. Вучетич  в 1957 году изваял фигуру кузнеца, который ударами молота превращает меч в плуг. Решением Правительства СССР скульптура «Перекуём мечи на орала» была подарена Организации Объединенных Наций и установлена перед ее зданием в Нью-Йорке[2].
- У известнейшего поэта танской эпохи Ду Фу в стихотворении «Песня о хлебе и шелковичных червях» (кит. трад. 蚕谷行) выражается похожая мысль:

О, если б

Переплавить мы могли

Доспехи

На орудия труда…
Оригинальный текст (кит.)焉得铸甲作农器
— Ду Фу, «Песня о хлебе и шелковичных червях» в переводе А. И. Гитовича

## Советская скульптура

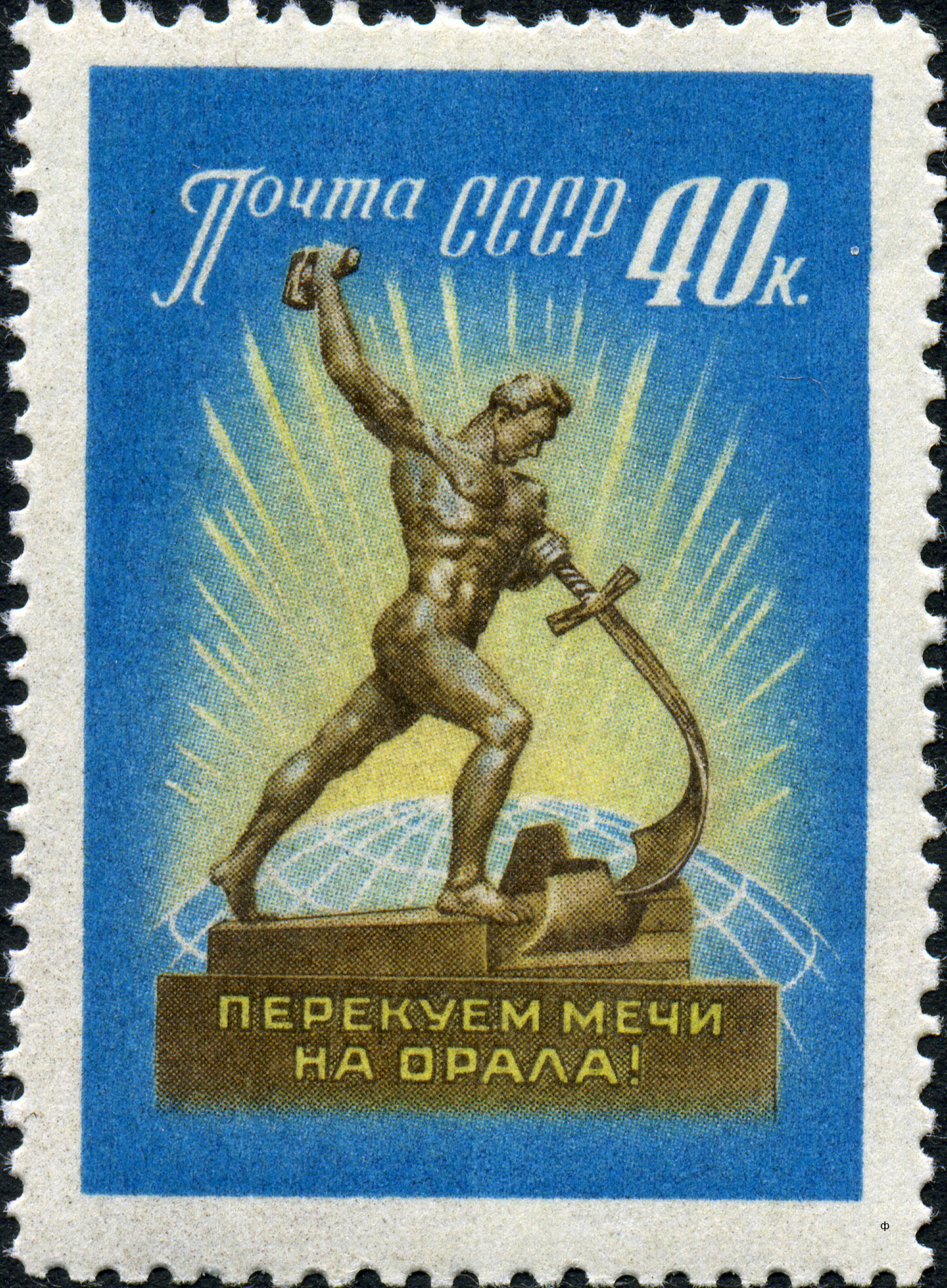
Почтовая марка 1960 года

4 декабря 1959 года Советский Союз подарил ООН бронзовую скульптуру Евгения Викторовича Вучетича, образно-пластически изображающую библейский мотив. Скульптура была установлена в саду главного здания ООН в Нью-Йорке. Вариант скульптуры находится напротив филиала Третьяковской галереи современного искусства в Москве. Скульптура изображает мускулистого героя, перековывающего меч в орало(плуг). Она выдержана в стиле социалистического реализма и подчеркивает творческую силу трудящегося человека. В то же время она апеллирует к мирной цели Устава ООН. Это часть серии работ этого скульптора, связанных одним мотивом, в том числе скульптуры „Воин-освободитель“ 1949 года (советский мемориал в Берлине в Трептов-парке) и cкульпту́ра  «Ро́дина-мать зовёт!» (Волгоград) 1967 года В 1975 году в газете «Известия», отмечалось, что тема меча связывает монумент «Тыл — фронту» в Магнитогорске с монументальным ансамблем на Мамаевом кургане в Волгограде («Родина-мать») и памятник в Трептов-парке в Берлине («Воин-освободитель»).
Сделав подарок ООН, советское партийное и государственное руководство подтвердило свою тогда официально заявленную готовность к мирному сосуществованию с „классовым врагом“. Советский Союз представлял свою страну как державу мира, а её современное вооружение служило исключительно оборонительным целям. С 1960 года Советский Союз предлагал Западу свои собственные инициативы в области разоружения и, что наиболее важно, пытался убедить НАТО отказаться от своей стратегии первоначального применения ядерного оружия. Политика СССР, была в целом направлена на снижение агрессивности противостояния стран социалистического и капиталистического лагерей. В то же время обе сверхдержавы продолжали неослабевающую гонку вооружений, ведя или поддерживая войны в различных частях третьего мира, протекавших обычно как опосредованные войны между двумя сверхдержавами, из-за трансцендентального желания Запада не допустить распространения коммунистического влияния в мире. 
В семидесятые годы на международной арене произошло частичное примирение двух систем («разрядка»). Западные историки интерпретируют советские попытки разоружения в значительной степени как средство пропаганды для получения преимущества в политике власти в продолжающейся холодной войне, что не поддерживается современными российскими историками.